# Burretiokentia vieillardii
Burretiokentia vieillardi es una especie de palma originaria del Nueva Caledonia.

## Características
Palma solitaria de 8 a 15 m de alto; tronco marrón-verdoso, anillado, de unos 15 cm de grosor. Hojas en número de 9 a 10, pinnadas, de color verde-oliva; folíolos alternos; dos centrales de unos 73 cm de largo por unos 5 cm de ancho; alargados en el ápice.
Inflorescencias densas, por debajo de la estructura tabular verdosa, flores monoicas.
Frutos ovalados, de unos 15 mm de largo, de color rojo al madurar.

### Origen y hábitat
Esta palma, originaria de Nueva Caledonia, ha sido cultivada en el Jardín Botánico de Caracas, Venezuela. Requiere de climas húmedos. Puede crecer en lugares con clima tropical cálido o subtropical.

### Propagación y cultivo
Se propaga por semillas. Las sembradas en Caracas germinaron después de 5 meses. El riego debe ser frecuente.

## Usos
Muy ornamental en jardines y parques. Se puede plantar formando conjuntos.

## Taxonomía
Burretiokentia vieillardii fue descrita por (Brongn. & Gris) Pic.-Serm. y publicado en Webbia 11: 124. 1955.
Etimología
Burretiokentia: nombre genérico que está dedicado a Max Burret, botánico alemán y al horticultor William Kent, curador del Jardín Botánico de Buitenzorg en Java.
vieillardii: epíteto otorgado en honor del botánico Eugène Vieillard (1819-1896).
Sinonimia
- Kentia vieillardii Brongn. & Gris (1864).
- Cyphosperma vieillardii (Brongn. & Gris) H.Wendl. ex Salomón (1887).
- Rhynchocarpa vieillardii (Brongn. & Gris) Becc. (1920).[3][4]